# James Cooney

James Cooney

James Cooney (* 28. Juli 1848 im County Limerick, Irland; † 16. November 1904 in Marshall, Missouri) war ein US-amerikanischer Politiker. Zwischen 1897 und 1903 vertrat er den Bundesstaat Missouri im US-Repräsentantenhaus.

## Werdegang
Im Jahr 1852 kam James Cooney mit seinen Eltern in die Vereinigten Staaten, wo sich die Familie nahe Troy im Staat New York niederließ. Später zogen sie nach Missouri weiter, wo Cooney die öffentlichen Schulen besuchte und an der University of Missouri in Columbia studierte. Nach diesem Studium unterrichtete er für einige Jahre als Lehrer in Illinois. Seit 1875 lebte er in Marshall. Nach einem Jurastudium und seiner Zulassung als Rechtsanwalt begann er in diesem Beruf zu arbeiten. Im Jahr 1880 wurde er Nachlassrichter; zwischen 1882 und 1884 war er Staatsanwalt im Saline County.
Politisch war Cooney Mitglied der Demokratischen Partei. Bei den Kongresswahlen des Jahres 1896 wurde er im siebten Wahlbezirk von Missouri in das US-Repräsentantenhaus in Washington, D.C. gewählt, wo er am 4. März 1897 die Nachfolge von John Plank Tracey antrat. Nach zwei Wiederwahlen konnte er bis zum 3. März 1903 drei Legislaturperioden im Kongress absolvieren. In diese Zeit fiel der Spanisch-Amerikanische Krieg von 1898.
Im Jahr 1902 wurde James Cooney von seiner Partei nicht mehr zur Wiederwahl nominiert. Nach seinem Ausscheiden aus dem US-Repräsentantenhaus praktiziere er wieder als Anwalt. Er starb am 16. November 1904 in seinem Wohnort Marshall, wo er auch beigesetzt wurde.